# Костенковци
Костенковци е село в Северна България, област Габрово, община Габрово.

## География
Селото се намира на 15 km от Боженци, на 19 км от комплекс „Етъра“ и на 35 km от село Арбанаси. На 8 km от Костенковци се намира Дряновският манастир, а Соколският манастир е на 20 км. Трявна отстои на 28 км.
Село Костенковци е разположено в гънките на малка планинска долина в предпланинските хълмове на Средна Стара планина и е на 15 km североизточно от Габрово. Склонът, на който е разположено селото, изцяло е обърнат на юг към планината.
Средната надморска височина на Костенковци е 535 m.
Хълмовете са обрасли с нискостеблени широколистни гори. Най-разпространени са габър, ключетица, дъб, цер, клен, ясен, липа. Горите са гъсти, смесени с глог, шипка, дрян, диви круши, къпини и други влачещи и увивни растения.
В района на селото има варовици, мергели и пясъчници, бяла и черна глина, сиви горски, кафяви ливадни почви. Почти всички къщи в селото са изградени върху скални основи, като част от камъните са използвани за постройката на жилищата и стопанските сгради.
Районът на селото е беден на вода. Съществуващите извори, превърнати в чешми/напоследък и във водопроводна система/, са с малък дебит и през летните месеци почти пресъхват.
Районът на село Костенковци има умереноконтинентален климат – средно студена зима и умерено горещо лято. Максималните валежи са през май, юни и октомври, ноември. Метеорологичните наблюдения в Габровския район са започнали през 1892 година. Средната годишна температура е 10,5 градуса по Целзий. Средният валеж за годината е 855 мм. Преобладават северозападни ветрове. Климатът е здравословен/дълголетниците са 155/.
В стопанствата са отглеждали крави, биволи, магарета, овце, кози, прасета, засявали са жито, царевица, ръж, овес, ечемик и малко зеленчуци/картофи, зеле, домати/, сливи, круши, ябълки.
Костенковци е част от кметство Лесичарка в Габровска община, заедно с Колишовци, Иглика, Карали, Лесичарка.

## Икономика
Повечето от жителите на селото са възрастни и се занимават със селско стопанство.
Изградена е мандра има и кошери.

## Галерия
- Стара автентична къща село Костенковци
- Паметника на загиналите войници от село Костенковци
- Автентична стара къща село Костенковци
- Старото училище село Костенковци
- 1925 – Старото училище село Костенковци
- Село Костенковци – изглед от високия вход на селото
- Чешмата кръстена на Царица Йоана около Костенковци

## Население
Преброяване на населението през 2011 г.
Численост и дял на етническите групи според преброяването на населението през 2011 г.:
|                     | Численост | Дял (в %) |
| Общо                | 26        | 100,00    |
| Българи             | 25        | 96,15     |
| Турци               | 0         | 0,00      |
| Цигани              | 0         | 0,00      |
| Други               | 0         | 0,00      |
| Не се самоопределят | 0         | 0,00      |
| Неотговорили        | 0         | 0,00      |

## Религии
Костенковци е източно-православно селище, но няма изградена църква.

## Културни и природни забележителности
Костенковци има богата история, описана в книгата на Обретен Генев, който е родом от това село (към 2008 г. е на 81 години) и през лятото живее в бащината си къща. Тази книга е обогатена с родословните дървета на родовете, основали и живели почти два века в Костенковци, с участието на селото и околните махали в борбата на българите за национално освобождение, християнската култура, с образователното и читалищно дело в този район, с традициите в облеклото, строежа на къщите, празниците.
В околностите на селото са запазени останки от римски път, тракийска крепост, паметници на участници в Ботевата чета, четата на Филип Тотьо, на убитата партизанка Стефка Цонева-Буря.
Читалището на с. Костенковци е построено през 1926 година и в него са играни над 10 пиеси, по два пъти в годината, а новото училище – през 1925 година.
Интересна е историята на чешмата в селото (махала „Далаците“), която е съградена през есента на 1849 г. от Тодор Иван Тончовеца и достроявана с корита, поправена през 1926 г. от трудовата селска група. И сега тази чешма, с много добра за пиене вода, е използвана от жителите и гостите на селото.
- Костенковци чешмата
- Костенковци чешмата август 2023
- Костенковци чешмата – надпис
- Костенковци – чешмата – фриз

Иманярската къща, която е построена през 1885 г., е превърната в хотел.